# Fanny en Alexander

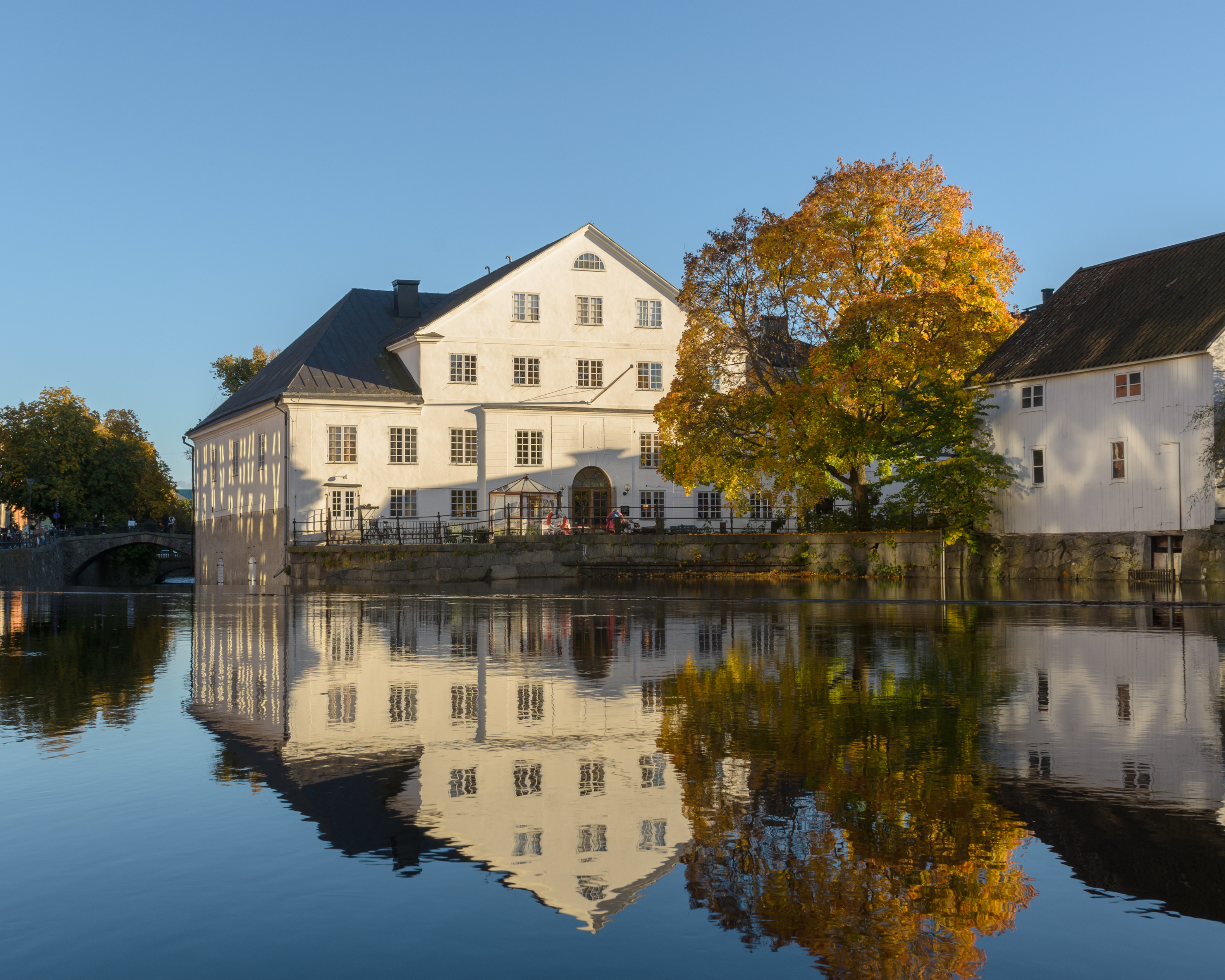
Het bisschopshuis in de film: de oude universiteitsmolen aan de rivier de Fyrisån in het centrum van Uppsala.

Fanny och Alexander ("Fanny en Alexander") is een film van de Zweedse regisseur Ingmar Bergman uit 1982. Het was de laatste bioscoopfilm van Bergman, die later nog wel enkele televisiefilms regisseerde. Fanny och Alexander werd overladen met prijzen, waaronder vier Oscars.
De film was oorspronkelijk een vierdelige miniserie voor televisie van in totaal 312 minuten, maar Bergman besloot het ook uit te brengen als bioscoopfilm van 188 minuten (ruim 3 uur).
Fanny och Alexander werd in 2005 op dvd uitgebracht. De film werd in de zomer van 2008 opnieuw uitgebracht in de bioscoop in Nederland.
De rollen van Emilie Ekdahl, Helena Ekdahl en bisschop Edvard Vergérus waren eigenlijk bedoeld voor respectievelijk Liv Ullmann, Ingrid Bergman en Max von Sydow.

## Verhaal
De film speelt in Uppsala rond 1905. Als de vader van de jongen Alexander en het meisje Fanny sterft, hertrouwt hun moeder Emilie met een bisschop die zeer streng voor zowel moeder als kinderen blijkt te zijn. Ze leven opgesloten in de kanselarij van de bisschop totdat de kinderen door vrienden van hun familie het huis uitgesmokkeld worden. Emilie, inmiddels zwanger, geeft haar man een slaapmiddel en sluipt het huis uit. In het huis breekt brand uit en de bisschop komt om.

## Rolverdeling
| Acteur             | Personage                |
| ------------------ | ------------------------ |
| Ewa Fröling        | Emilie Ekdahl            |
| Bertil Guve        | Alexander Ekdahl         |
| Pernilla Allwin    | Fanny Ekdahl             |
| Jan Malmsjö        | Bisschop Edvard Vergerus |
| Gunn Wållgren      | Helena Ekdahl            |
| Allan Edwall       | Oscar Ekdahl             |
| Jarl Kulle         | Gustav Adolf Ekdahl      |
| Mona Malm          | Alma Ekdahl              |
| Erland Josephson   | Isak Jacobi              |
| Börje Ahlstedt     | Carl Ekdahl              |
| Christina Schollin | Lydia Ekdahl             |
| Pernilla August    | Maj                      |
| Kerstin Tidelius   | Henrietta Vergerus       |
| Harriet Andersson  | Justina                  |
| Marianne Aminoff   | Blenda Vergérus          |
| Stina Ekblad       | Ismael Retzinsky         |
| Mats Bergman       | Aron Retzinsky           |

## Prijzen
De film won onder meer een:
- Oscar voor beste niet-Engelstalige film (1983)
- Oscar voor beste camerawerk (1983)
- Oscar voor beste artdirection (1983)
- Oscar voor beste kostuumontwerp (1983)
- Golden Globe voor beste buitenlandse film (1984)
- BAFTA voor beste cinematografie (1984)
- César voor beste buitenlandse film (1984)
- David di Donatello voor beste buitenlandse film (1984)
- David di Donatello voor beste regisseur van een buitenlandse film (1984)
- David di Donatello voor beste filmscenario van een buitenlandse film (1984)

Bergman werd ook genomineerd voor Oscars voor beste regisseur en beste oorspronkelijke filmscenario en een Golden Globe voor beste regisseur.